# Stenosemus chiversi
Stenosemus chiversi is een keverslakkensoort uit de familie van de Ischnochitonidae. De wetenschappelijke naam van de soort is voor het eerst geldig gepubliceerd in 1981 door Ferreira.